# Rauni Mollberg
Rauni Antero Mollberg, detto Molle (Hämeenlinna, 15 aprile 1929 – Loimaa, 11 ottobre 2007), è stato un regista, produttore cinematografico e attore finlandese.
Viene considerato dagli esperti uno dei maggiori cineasti finlandesi, è stato anche sceneggiatore, produttore cinematografico, attore e regista televisivo.
Ha vinto 5 Jussi Award come miglior Regista, un premio speciale al Festival internazionale del film di Locarno nel 1974 ed il premio per la miglior Regia al Napoli Film Festival nel 1978

## Filmografia

### Regista
- Maa on syntinen laulu (1973)
- Aika hyvä ihmiseksi (1977)
- Milka, un film sui tabù (Milka: Elokuva tabuista) (1980)
- Tuntematon sotilas (1985)
- Ystävät, toverit (1990)
- Paratiisin lapset (1994)
- Ison miehen vierailu (1999)
- Taustan Mikon kotiinpaluu (1999)
- Puu kulkee (2000)